# کرگلینگن
شهر کرگلینگن در ایالت بادن-وورتمبرگ در کشور آلمان واقع شده است.